# Lara Pulver
Lara Pulver (Southend-on-Sea, 1 de setembro de 1980) é uma atriz britânica de teatro, televisão e cinema. 

## Carreira
Interpretou a fada madrinha da personagem Sookie Stackhouse, Claudine, na terceira temporada de True Blood, e Clarice Orsini na série Da Vinci's Demons. Ganhou reconhecimento ao interpretar a sedutora Irene Adler na série Sherlock nos episódios A Scandal in Belgravia, na segunda temporada, e The Sign of Three, na terceira temporada.

## Vida pessoal
A atriz foi casada com o ator Josh Dallas de 2007 a 2011. Em 27 de dezembro de 2014, ela casou-se com o ator inglês Raza Jaffrey.

## Filmografia

### Cinema
| Ano  | Título                     | Papel      |
| ---- | -------------------------- | ---------- |
| 2010 | Legacy                     | Diane Shaw |
| 2010 | The Special Relationship   | Estagiária |
| 2011 | Language of a Broken Heart | Violet     |
| 2014 | Edge of Tomorrow           | Karen Lord |
| 2015 | Spooks: The Greater Good   | Erin Watts |
| 2015 | A Patch of Fog             | Lucy       |
| 2016 | Underworld: Blood Wars     | Semira     |

### Televisão
| Ano       | Título                             | Papel          | Notas                                                     |
| --------- | ---------------------------------- | -------------- | --------------------------------------------------------- |
| 2009      | Robin Hood                         | Isabella       | 8 episódios                                               |
| 2010      | Spooks                             | Erin Watts     | 6 episódios                                               |
| 2010-2012 | True Blood                         | Claudine Crane | 6 episódios                                               |
| 2012      | Coming Up                          | Annette        | Episódio: "Camouflage"                                    |
| 2012-2014 | Sherlock                           | Irene Adler    | Episódios: "A Scandal in Belgravia" e "The Sign of Three" |
| 2013      | Skins                              | Victoria       | Episódios " Fire: Parte 1" e " Fire: Parte 2"             |
| 2013-2015 | Da Vinci's Demons                  | Clarice Orsini | 19 episódios                                              |
| 2014      | Fleming: The Man Who Would Be Bond | Ann O'Neill    | 4 episódios                                               |
| 2015      | Gypsy: Live from the Savoy Theatre | Louise Hovick  | Filme de televisão                                        |
| 2016      | Quantico                           | Charlotte      | Episódio: "ODENVY"                                        |

### Vídeo Games
| Ano  | Título                                   | Papel            | Notas |
| ---- | ---------------------------------------- | ---------------- | ----- |
| 2014 | Game of Thrones: A Telltale Games Series | Elissa Forrester | Voz   |
| 2015 | Esper 2                                  | Anna             | Voz   |